# 下田稲梓テレビ中継局
下田稲梓テレビ中継局（しもだいなずさテレビちゅうけいきょく）は、静岡県下田市と静岡県賀茂郡南伊豆町に置かれているテレビ中継局。

## 所在地[1][2][3]
- NHK[4]・静岡放送・テレビ静岡：下田市加増野
- 静岡朝日テレビ[5]・静岡第一テレビ[6]：南伊豆町一條

## 中継局概要

### デジタルテレビ放送
| リモコン 番号 | 放送局名            | チャンネル 番号 | 空中線 電力 | ERP  | 偏波面   | 放送対象地域 | 放送区域 内世帯数 | 運用開始日     |
| ------------- | ------------------- | --------------- | ----------- | ---- | -------- | ------------ | ----------------- | -------------- |
| 1             | NHK静岡 総合        | 32              | 1W          | 4.3W | 水平偏波 | 静岡県       | 約3,000世帯       | 2007年12月17日 |
| 2             | NHK静岡 教育        | 13              | 1W          | 4.3W | 水平偏波 | 全国         | 約3,000世帯       | 2007年12月17日 |
| 4             | SDT 静岡第一テレビ  | 46              | 1W          | 4.6W | 水平偏波 | 静岡県       | 約3,000世帯       | 2007年12月17日 |
| 5             | SATV 静岡朝日テレビ | 14              | 1W          | 4.8W | 水平偏波 | 静岡県       | 約3,000世帯       | 2007年12月17日 |
| 6             | SBS 静岡放送        | 15              | 1W          | 4.3W | 水平偏波 | 静岡県       | 約3,000世帯       | 2007年12月17日 |
| 8             | SUT テレビ静岡      | 17              | 1W          | 4.3W | 水平偏波 | 静岡県       | 約3,000世帯       | 2007年12月17日 |

#### 放送エリア
- 下田市および南伊豆町の各一部[2][3]

#### 歴史
- 2007年11月16日 - 予備免許交付[2]
- 2007年12月14日 - 本免許交付[3]
- 2007年12月17日 - 本放送開始[1][7]

### アナログテレビ放送
| チャンネル 番号 | 放送局名            | 空中線 電力       | ERP                | 偏波面   | 放送対象地域 | 放送区域 内世帯数 | 運用開始日    |
| --------------- | ------------------- | ----------------- | ------------------ | -------- | ------------ | ----------------- | ------------- |
| 21              | SDT 静岡第一テレビ  | 映像10W/ 音声2.5W | 映像47W/ 音声11.5W | 水平偏波 | 静岡県       | 約-世帯           | 1981年8月13日 |
| 23              | SATV 静岡朝日テレビ | 映像10W/ 音声2.5W | 映像39W/ 音声11.5W | 水平偏波 | 静岡県       | 約-世帯           | 1980年5月29日 |
| 25              | SUT テレビ静岡      | 映像10W/ 音声2.5W | 映像38W/ 音声9.5W  | 水平偏波 | 静岡県       | 約-世帯           | 1972年8月31日 |
| 27              | SBS 静岡放送        | 映像10W/ 音声2.5W | 映像38W/ 音声9.5W  | 水平偏波 | 静岡県       | 約-世帯           | 1972年8月31日 |
| 29              | NHK静岡 総合        | 映像10W/ 音声2.5W | 映像43W/ 音声11W   | 水平偏波 | 静岡県       | 約-世帯           | 1972年8月31日 |
| 31              | NHK静岡 教育        | 映像10W/ 音声2.5W | 映像43W/ 音声11W   | 水平偏波 | 全国         | 約-世帯           | 1972年8月31日 |

- 全局2011年7月24日の正午をもって放送終了。